# Rolf Kneller
Rolf Michael Kneller, hebräisch רולף קנלר; (* 1921 in Berlin; † 21. Juli 2005 in Jerusalem) war ein deutsch-israelischer Fotograf, Kameramann und Regisseur.
Kneller war in den 1930er Jahren für die Filmgesellschaft Ufa tätig und floh im Jahre 1939 vor den Nationalsozialisten nach Palästina.
Nach dem Zweiten Weltkrieg arbeitete er als Kameramann während des Prozesses gegen Adolf Eichmann im Jahre 1961 und 1962. In Deutschland informierte Kneller über das Schicksal jüdischer Emigranten. 1988 zeigte er dort auch die Fotoausstellung „Und sie haben Deutschland verlassen müssen“. Das Jerusalemer Goethe-Institut veranstaltete 2003 eine Retrospektive seiner Arbeiten.